# Linopherus minuta
Linopherus minuta är en ringmaskart som först beskrevs av Knox 1960.  Linopherus minuta ingår i släktet Linopherus och familjen Amphinomidae.
Artens utbredningsområde är havet kring Nya Zeeland. Inga underarter finns listade i Catalogue of Life.